# Kurzia fragillima
Kurzia fragillima là một loài rêu tản trong họ Lepidoziaceae. Loài này được (Herzog) Grolle miêu tả khoa học lần đầu tiên năm 1963.